# Engenhof
Engenhof ist ein Ortsteil des Marktes Buch im schwäbischen Landkreis Neu-Ulm.

## Geographie
Der Weiler Engenhof liegt knapp vier Kilometer nordöstlich des Gemeindezentrums und ist mit diesem durch die Staatsstraße 2018 und eine Gemeindestraße verbunden.

## Geschichte
Engenhof war ein Ortsteil der Gemeinde Nordholz und wurde mit dieser am 1. Mai 1978 in den Markt Buch eingegliedert.